# Podjaworek
Podjaworek – kolonia wsi Żdżary w Polsce położona w województwie łódzkim, w powiecie wieruszowskim, w gminie Bolesławiec.
W latach 1975–1998 miejscowość należała administracyjnie do województwa kaliskiego.
Przed 2023 r. miejscowość była miejscowością podstawową typu kolonia.